# Plataplochilus loemensis
Plataplochilus loemensis is een straalvinnige vissensoort uit de familie van de levendbarende tandkarpers (Poeciliidae). De wetenschappelijke naam van de soort werd voor het eerst geldig gepubliceerd in 1924 door Jacques Pellegrin.